# Тестар, Робине
Робине Тестар (фр. Robinet Testard, до 1450, Пуатье (?), Франция — после 1531, Коньяк (?), Франция) — французский миниатюрист и художник, придворный графов Ангулемских (с 1515 года — герцогство).

## Биография

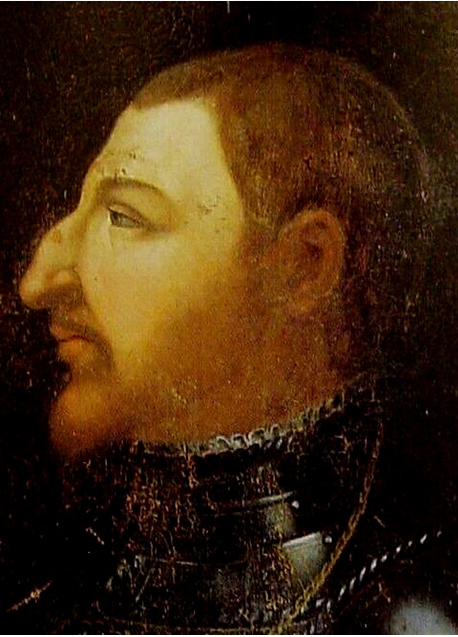
Карл Ангулемский

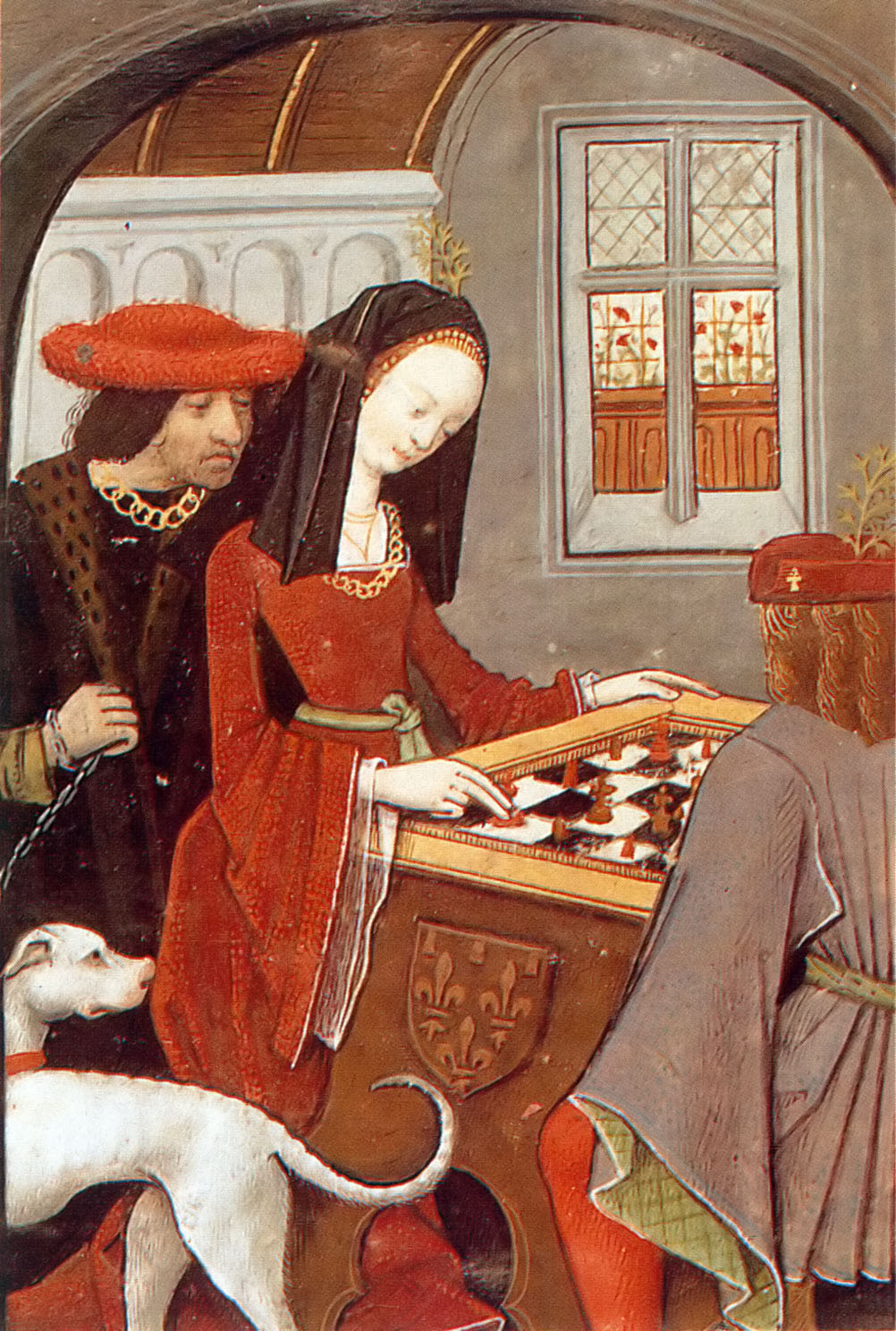
Робине Тестар. Карл Ангулемский и Луиза Савойская играют в шахматы

Робине Тестар — художник, чьи работы трудно атрибутировать, так как не был подписан ни один из его манускриптов. В 1894 году анонимный художник-миниатюрист, условно названный ранее «мастером Карла Ангулемского», был идентифицирован искусствоведом Полем Дюрьё (фр. Paul Durrieu) с Робине Тестаром, известным по документам уплаты жалования графом Ангулемским.
Тестар начал свою карьеру художника в Пуатье. Известно, что он работал для семьи Карла, графа Ангулемского (1459—1496) в Коньяке, с 1484 года был не только его придворным художником, но и камердинером. Карл Орлеанский (фр. Charles d’Orléans; 1459—1496) — граф Ангулемский с 1467 года, второй сын графа Жана Ангулемского и Маргариты де Роган, отец французского короля Франциска I.
Бухгалтерские документы графа сохранили сведения об уплате жалования художнику за 1473—1487 годы. Известно, что он не только иллюминировал, но и «реставрировал» рукописи, находившиеся в собрании своего господина, обновляя миниатюры и инициалы.
Когда граф Ангулемский умер в 1496 году, Тестард стал работать на вдову графа — Луизу Савойскую (фр. Louise de Savoie; 1476—1531). В 1497 году бухгалтерская книга сообщает о дорогом подарке художнику, сделанном Луизой Савойской. Луиза Савойская была неофициальным главой правительства Франции в начале правления сына, в 1515—1525 годах, и официальным регентом в годы испанского плена Франциска I после поражения короля при Павии. Она окружила себя итальянцами, покровительствовала искусству. В последний раз Робине Тестар упоминается в 1531 году, когда по случаю смерти своей матери Франциск I выделил её придворному художнику 80 ливров.

## Особенности творчества
Манера живописи Тестара старомодна даже в понимании своей эпохи. В его миниатюрах отсутствует перспектива, он не стремится к реалистической трактовке изображения. Но тщательное изучение его миниатюр и их источников (которыми для него были современные ему гравюры) показывает, что Тестар был весьма внимателен к передовому искусству своей эпохи, а также пытался интегрировать его в привычные для французской провинциальной аристократии образы. Композиции его миниатюр созданы часто или под влиянием, или непосредственно по образцу работ нидерландских и немецких художников, таких как Мастер E. S., Мастер Игральных карт, Israhel van Meckenem, Мастер карт Таро, созданных под влиянием или при непосредственном участии Андреа Мантеньи. Интерьеры и пейзажи изображаются художником в простом и схематичном виде, что часто создаёт впечатление театральных декораций. Тестар любит добавлять второстепенных персонажей (обычно женщин и детей) в сценах, где другие художники ограничивались только действующими лицами иллюстрируемого фрагмента.
Художник чётко прописывает контуры фигур, не пользуется светотенью, умело использует узоры и украшения, чтобы изобразить одежду, часто украшает её мехом. Детальность изображения художником одежды позволяет использовать его миниатюры для реконструкции костюмов его эпохи. Эти особенности придают разнообразие и утонченность его миниатюрам. Часто он изображает с гротескным преувеличением «восточные» «азиатские» лица, которые не так легко спутать с изображениями других современных художников.
Некоторые работы художника представляют цветную разрисовку чёрно-белых гравюр, подшитых в манускрипт. В отдельных случаях он копировал оригиналы от руки, в других случаях он использовал их в качестве основы для новых композиций, сюжет которых часто не совпадает с оригиналом. В частности гравюра «Битва кентавров», выполненная Мастером IAM of Zwolle, превратилась у художника в «Царство мёртвых».
Всего художнику современные искусствоведы атрибутируют до 35 сохранившихся кодексов. Особую известность приобрёл манускрипт «Нравоучительная книга о шахматах любви» с миниатюрами к трактату Эврара де Конти. Кодекс содержит необычную миниатюру, изображающую графов Ангулемских за игрой в шахматы на доске 5 х 5.
Работы художника достаточно сложно отличить от манускриптов, выполненных его мастерской.

## Избранные манускрипты, атрибутируемые художнику
| Название             | Большие французские хроники | Livre d’heures à l’usage de Rome et de Poitiers                                   | Livre d’heures à l’usage de Poitiers          | Missel à l’usage de l’abbaye Saint-Jean de Montierneuf de Poitiers                            | Le secret de l’histoire naturelle contenant les merveilles et choses mémorables du monde | Dialogue à la louange du sexe féminin | Jeu des échecs moralisés, написана Jacob de Cessoles                                   | Часослов Карла Ангулемского                                          | «Подражание Иисусу Христу» Фомы Кемпийского и «L’Échelle de paradis» Ги II |
| -------------------- | --- | --------------------------------------------------------------------------------- | --------------------------------------------- | --------------------------------------------------------------------------------------------- | ---------------------------------------------------------------------------------------- | ------------------------------------- | -------------------------------------------------------------------------------------- | -------------------------------------------------------------------- | -------------------------------------------------------------------------- |
| Дата                 | 1471 | около 1475                                                                        | около 1500                                    | около 1485                                                                                    | 1480—1485                                                                                | около 1500                            | около 1500                                                                             | 1475—1498                                                            | между 1488 и 1496 годами                                                   |
| Место хранения       | Национальная библиотека Франции (BNF), Fr. 2609 | Pierpont Morgan Library, Ms.M1001                                                 | Bibliothèque municipale de Besançon, Ms.150   | BNF, lat. 873                                                                                 | BNF, Fr.22971                                                                            | BNF, Fr. 2242                         | BNF, Fr.2471                                                                           | BNF, Lat.1173                                                        | BNF, fr.929                                                                |
| Описание             | Иллюстрированная рукопись для Жана II Меришона, генерала-лейтенанта короля в Пуату, выполнена совместно с Мастером Маргариты де Роан (автор финальной миниатюры) | 38 больших миниатюр, 20 сцен, занимающих часть страницы, одна маленькая миниатюра | 7 миниатюр большого размера и одна маленькая. | Одна миниатюра принадлежит художнику, остальные миниатюры атрибутированы Maître d’Yvon du Fou | Манускрипт посвящён Маргарите Наваррской, сестре короля Франциска I                      |                                       | Книга рассматривает игру в шахматы как предлог, чтобы морализировать о мире и обществе | 7 больших миниатюр, 17 раскрашенных гравюр, 24 календарные миниатюры | 2 миниатюры предшествующие обоим текстам                                   |
| Миниатюра из кодекса | Dagobert visitant le chantier de l’abbaye Saint-Denis. | L’Annonciation, f.18                                                              | Annonciation.                                 | Danse de paysans et apparition aux bergers, f.21                                              | L’Afrique, f.1                                                                           | Scènes de piété d’une dame, f.5       | Plateau d'échecs, f.70                                                                 | Circoncision du Christ.                                              | Le Christ portant sa croix devant Charles d’Angoulême, f7                  |